# سالتيبوس
سالتيبوس (الاسم العلمي: Saltopus) وتعني "الأقدام المتنقلة"، هو ديناصور صغير الحجم، يمشى على ساقين وكان سريعاً نسبياً، بلغ طوله حوالي 70 سنتيميتر ووزنه حوالي كيلوغرام واحد، أي بحجم قطة صغيرة، وكان لديه عظام مجوفة وخفيفة، ورأس طويل فيه العشرات من الأسنان الحادة الصغيرة، ولديه خمسة أصابع في اليدين لكن الأصبعين الرابع والخامس كانتا صغيرة جدا، وُجدت أجزاء من متحجراته في اسكتلندا.
يُعتبر من الديناصورات المبكرة جدا، عاش في العصر الثلاثي المتأخر قبل 228 مليون سنة، عندما كانت الأرض أدفأ من الآن، وكان القليل جداً من الديناصورات قد تطورت أثناء هذه الفترة. وهو آكل لحوم، وتوجد بعض الفرضيات بأنه كان في الأساس آكلاً للحشرات، وهو أيضاً من الحيوانات الرمامة التي تأكل فضلات الجثث التي تجدها.